# Nicolas Rogier
Nicolas Rogier († 17. August 1347) war französischer Prälat und Erzbischof von Rouen.

## Leben
Nicolas Rogier ist der Sohn von Pierre Rogier, Seigneur de Rosiers. Sein Bruder Guillaume I. Rogier ist der Vater von Papst Clemens VI. (1342–1352).
Benediktiner, Prior von Saint-Pantaléon, wurde er im November 1332 Prior von Jeligniaci. Bereits im Jahr darauf wurde er Abt von Lagrasse, 1335 Vogt von Auvers bei Chartres, Kanoniker an der Kathedrale Notre-Dame de Paris sowie an der Kathedrale Notre-Dame de Reims. Am 31. Januar 1343 wurde er von seinem Neffen, Papst Clemens VI., zum Erzbischof von Rouen ernannt. Zu dieser Zeit war er etwa 80 Jahre alt. Er besuchte sein Erzbistum kein einziges Mal, sondern blieb am Hof in Avignon in der Nähe seines Neffen. Unter seiner Prälatur werden der Couvent des Filles-Dieu in Rouen und ein Franziskanerkloster in Les Andelys gegründet.
Er starb am 3. April 1347 in Avignon und wurde in der Abtei La Chaise-Dieu bestattet. In seinem Testament vermacht er seinem Domkapitel 2600 Florin und schafft zwei Kaplanstellen für die Chapelle de la Vierge in der Kathedrale.